# Žichlínek
Žichlínek är en ort i Tjeckien.   Den ligger i regionen Pardubice, i den östra delen av landet, 160 km öster om huvudstaden Prag. Žichlínek ligger 353 meter över havet och antalet invånare är 802.
Terrängen runt Žichlínek är kuperad norrut, men söderut är den platt. Žichlínek ligger nere i en dal.Runt Žichlínek är det ganska glesbefolkat, med 43 invånare per kvadratkilometer. Närmaste större samhälle är Lanškroun, 3,6 km nordväst om Žichlínek. Trakten runt Žichlínek består till största delen av jordbruksmark.